# Pascual Madoz
Pascual Madoz Ibáñez Ibañez (né à Pampelune le 17 mai 1806 et mort à Gênes le 11 décembre 1870) est un homme d'État et un écrivain espagnol dont l'œuvre exemplaire est la somme que représente son Dictionnaire géographique de l'Espagne publié au milieu du XIXe siècle.

## Biographie

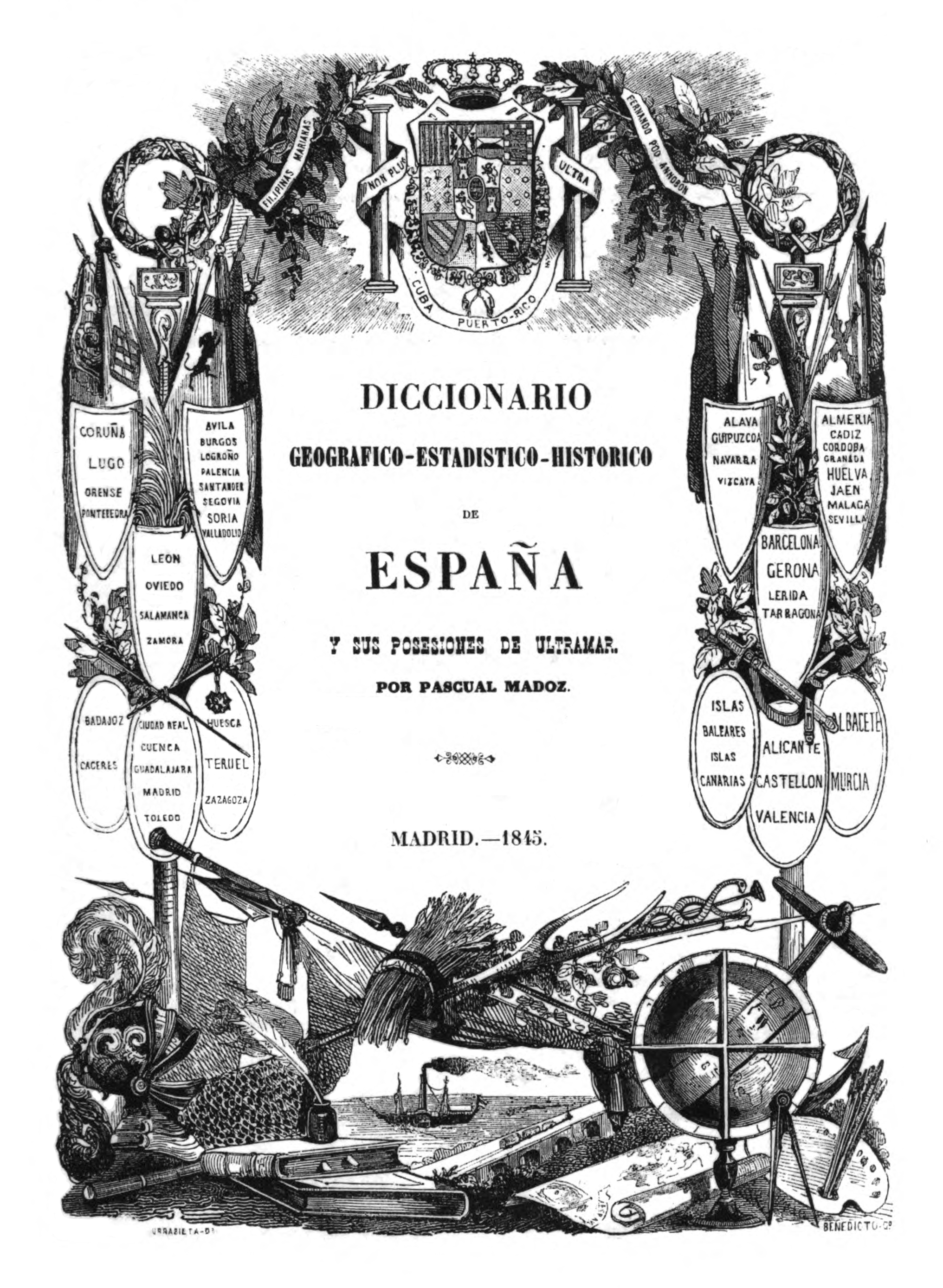
Diccionario geográfico-estadístico-histórico de España y sus posesiones de Ultramar (Madrid, 1845).

Né à Pampelune dans une famille pauvre, Pascual Madoz Ibañez entreprend des études de droit à l'Université de Saragosse et participe dès sa jeunesse à des activités politiques patriotiques anticarlistes violentes qui lui valent emprisonnement et recherche d'un refuge en France. Entre 1830 et 1832, il s'adonne, à Tours et Paris, à des études de géographie et de statistique qui détermineront ses activités intellectuelles ultérieures.
Amnistié, il rentre dans son pays et s'installe à Barcelone en s'investissant fortement dans cette région de Catalogne à travers le journalisme. Il y commence son œuvre monumentale, finalement publiée à Madrid de 1845 à 1850 : le Diccionario geográfico-estadístico-histórico de España y sus posesiones de Ultramar.
Progressiste mais monarchiste, il est élu député de Lleida aux Cortès dont il devient le président avant d'être nommé ministre des Finances et aussi pendant quelque temps, en 1854, gouverneur de Barcelone. Il porte un appui décisif à la mise en œuvre du plan Cerdà de modernisation et d'extension de la ville. Son acte politique marquant est le projet de loi concernant les biens ecclésiastiques en 1855 présenté malgré l'hostilité du parti catholique. Il deviendra un peu plus tard une des figures de l'opposition et après la Révolution de 1868, il sera gouverneur de Madrid et participera à la délégation qui doit proposer la couronne d'Espagne au duc d'Aoste, exilé à Florence. Il mourra subitement en chemin à Gênes, le 11 décembre 1870. 
Son dictionnaire géographique et son action politique fondent encore sa renommée : il semble apparaître aux yeux des Espagnols comme une sorte d'équivalent de Michelet pour les Français et mériter le titre d'écrivain.